# Afkicken (televisieprogramma)
Afkicken is een Nederlands televisieprogramma dat op 4 juni 2007 voor het eerst werd uitgezonden door BNN. 
In het programma wordt een groep jongeren gevolgd die verslaafd zijn aan gokken, drugs, drank. De kandidaten moesten 28 dagen verblijven in een afkickkliniek. Er werd op de voet gevolgd hoe het afkicken verliep en na negen afleveringen werd er teruggeblikt en gekeken hoe het de kandidaten na het programma was vergaan. De reeks werd gepresenteerd door Filemon Wesselink.
Op 9 november 2008 is de tweede serie van start gegaan.
3 op Reis ·
Afkicken ·
De allerslechtste echtgenoot van Nederland ·
Atletico Ananas ·
AVRO's Sterrenslag ·
Baby te huur ·
De Badgasten ·
De beste ·
Bitches ·
Bloed, Zweet en Luxeproblemen ·
Break Free · 
Cash Cab ·
Comedy Live ·
Costa! ·
Crazy 88 ·
Dennis en Valerio vs de rest ·
Dennis vs Valerio ·
Doe Maar Normaal ·
Egoland ·
Feuten ·
Finals ·
Floortje en de ambassadeurs · 
Floortje naar het einde van de wereld ·
Get Smarter in a Week ·
Golden Oldies ·
De Grote Donorshow ·
Hey DJ ·
Je zal het maar hebben ·
Je zal het maar zijn ·
Kannibalen ·
Katja vs Bridget ·
Katja vs De Rest ·
Kebab TV ·
De Klimaatpolitie ·
Lama gezocht ·
De Lama's ·
Lijst 0 ·
Loverboys ·
MaDiWoDoVrijdagshow ·
De Man met de Hamer ·
Mystery Party ·
De Nationale Eettest ·
De Nationale IQ Test ·
Neuken doe je zo! ·
De Nieuwste Show ·
Nu we er toch zijn ·
Onderweg naar Morgen ·
Over Mijn Lijk ·
Ranking the Stars ·
Rat van Fortuin ·
Ruben vs Geraldine ·
Ruben vs Katja ·
Ruben vs Sophie ·
Het schnitzelparadijs ·
De School ·
De slechtste chauffeur van Nederland ·
Sluipschutters ·
Smeris ·
De Social Club ·
Spuiten en Slikken ·
De Stalkshow ·
StartUp ·
Sterretje Gezocht ·
Stop in the Name of Love ·
Tessa ·
Tequila ·
Top of the Pops ·
Try Before You Die ·
Van God Los ·
Vier handen op één buik ·
VOC ·
Vrijdag op Maandag ·
Waar kan ik je 's nachts voor wakker maken? ·
Walhalla ·
Weg met BNN ·
De Zeven Zeeën